# 오와다정 (지바현)
오와다정(大和田町)은 지바현 지바군에 일찍이 존재했던 정이다. 현재의 야치요시 남부에 해당한다.

## 역사
- 1889년 4월 1일 - 정촌제의 시행에 의해 지바군 오와다촌이 성립하였다.
- 1891년 8월 24일 - 정으로 승격해 지바군 오와다정이 되었다.
- 1954년 1월 15일 - 무쓰미촌과 합병해 지바군 야치요정을 신설되어, 동일 오와다정은 폐지되었다.

## 교통

### 도로
- 나리타 가도 (현 국도 296호선)

### 철도
- 게이세이 전철 게이세이 본선